# Modal (fibra)
Modal é um nome genérico para raiom, uma fibra fabricada pelo processo viscose, que possuem elevada tenacidade e alto módulo de elasticidade em estado húmido.

## Fabricação
As diversas etapas da fabricação destas fibras são as mesmas da fibra viscose, no entanto são seguido os seguintes princípios:
- A maturação da alcali-celulose é suprimida, tendo as pesquisas demostrado que, no decurso desta operação, o grau de polimerização, médio, da celulose baixa de 800 para 350;
- A preparação do xantato de celulose faz-se em presença de uma maior quantidade de sulfureto de carbono;
- O xantato de celulose dissolve-se na água de modo a obter, na solução, um teor de 6% de celulose;
- A matéria fiável não é submetida a maturação;
- O banho de coagulação não contém mais de 1% de ácido sulfúrico (em vez de 14%) e a coagulação efetua-se mais lentamente, a uma temperatura moderada (25ºC em vez de 50ºC);
- A estruturação da fibra é maior e a estiragem atinge 200%.

## Características
- Permanece macia - O toque macio oferece uma sensação como "pele sobre pele". Mesmo após muitas lavagens a Modal permanece macia como no primeiro dia;
- Sua pele respira livremente - As características fisiológicas da Modal reforçam a sensação de "pele sobre pele". Modal absorve 50% a mais de umidade do que o algodão. E mais depressa. Assim a pele permanece seca e consegue respirar.;
- Efeitos brilhantes - Não importa se são cores fortes ou delicadas. Modal absorve os corantes de forma rápida, profunda e permanente. A superfície lisa da fibra é responsável pelo brilho sedoso dos artigos de Modal ou em misturas com outras fibras.